# James Patrick Sutton
James Patrick Sutton (* 31. Oktober 1915 bei Wartrace, Tennessee; † 3. Februar 2005 in Berrien Center, Michigan) war ein US-amerikanischer Politiker. Zwischen 1949 und 1955 vertrat er den Bundesstaat Tennessee im US-Repräsentantenhaus.

## Werdegang
James Sutton besuchte die öffentlichen Schulen seiner Heimat. Anschließend studierte er an der Cumberland University in Lebanon und danach bis 1939 am Middle Tennessee State College in Murfreesboro. Während des Zweiten Weltkrieges diente Sutton zwischen 1942 und 1946 in der US Navy. Für seine militärischen Leistungen wurde er mit dem Silver Star, dem Distinguished Service Cross und dem Purple Heart ausgezeichnet.
Politisch war Sutton Mitglied der Demokratischen Partei. Bei den Kongresswahlen des Jahres 1948 wurde er im siebten Wahlbezirk von Tennessee in das US-Repräsentantenhaus in Washington, D.C. gewählt, wo er am 3. Januar 1949 die Nachfolge von W. Wirt Courtney antrat. Nach zwei Wiederwahlen konnte er bis zum 3. Januar 1955 drei Legislaturperioden im Kongress absolvieren. Diese waren von den Ereignissen des Kalten Krieges einschließlich des Koreakrieges geprägt. Im Jahr 1951 wurde der 22. Verfassungszusatz im Kongress verabschiedet. Seit dem 3. Januar 1953 vertrat Sutton dort als Nachfolger von Percy Priest den sechsten Distrikt seines Heimatstaates.
1954 verzichtete Sutton auf eine weitere Kandidatur für das US-Repräsentantenhaus. Stattdessen strebte er die Nominierung seiner Partei für die Wahlen zum US-Senat an, die jedoch wieder an Amtsinhaber Estes Kefauver ging. In den folgenden Jahren zog er sich aus der Politik zurück und arbeitete als Investmentmakler. In den 1960er Jahren geriet er im Zusammenhang mit einer Falschgeldaffäre in Schwierigkeiten. Nachdem er gegen eine Bewährungsauflage verstoßen hatte, musste er zehn Monate einer einjährigen Freiheitsstrafe in einer Strafanstalt absitzen. Seinen Lebensabend verbrachte James Sutton in Michigan, wo er Antiquitäten restaurierte. Er starb am 3. Februar 2005 im Alter von 89 Jahren in Berrien Center.